# سپیدیاد
سپیدیاد (به لاتین: Sipiyyəd یا Sibiyyət) روستایی در بخش دولو شهرستان آستارا در جمهوری آذربایجان است.

## ریشه واژه
سپی در زبان تالشی به‌معنی سفید است.